# Mind Exploding
Mind Exploding es el quinto álbum publicado por la banda Lucifer's Friend, lanzado en 1976 y el último en ser grabado por John Lawton antes de ser reemplazado por Mike Starrs y unirse a Uriah Heep.
En este trabajo, a pesar de haber recuperado una parte notable de su estilo en el hard rock y haber sido interpretadas varias de sus canciones en vivo con frecuencia, aún años después por el mismo John con su agrupación John Lawton Band, fue sin embargo un fracaso en cuanto a ventas se refiere durante esa época, por lo que John decide retirarse de la banda y se une a Uriah Heep en ese mismo año, al serle ofrecido el puesto por el propio Mick Box después de haber sido recomendado por el bajista de Deep Purple, Roger Glover, como un candidato apropiado para reemplazar a David Byron.

## Listado de canciones

### Lado A
| N.º   | Título            | Escritor(es)            | Duración |  |
| 1.    | «Moonshine Rider» | Lawton, Hesslein, Hecht | 4:45     |  |
| 2.    | «Blind Boy»       | Lawton, Hesslein        | 4:45     |  |
| 3.    | «Broken Toys»     | Lawton, Hesslein        | 5:52     |  |
| 4.    | «Fugitive»        | Lawton, Hesslein        | 4:52     |  |
| 20:14 |                   |                         |          |  |

### Lado B
| N.º   | Título               | Escritor(es)                 | Duración |  |
| 5.    | «Natural Born Mover» | Lawton, Horns, George Mavros | 4:22     |  |
| 6.    | «Free Hooker»        | Lawton, Hesslein             | 7:15     |  |
| 7.    | «Yesterday's Ideals» | Lawton, Hecht                | 6:51     |  |
| 18:28 |                      |                              |          |  |

## Personal
- John Lawton - Voz
- Peter Hesslein - Guitarra eléctrica, percusión, coros
- Dieter Horns - Bajo eléctrico
- Peter Hecht - Piano, órgano Hammond, sintetizador Moog, piano Rhodes, clavinet, celesta
- Herbert Bornhold - Percusión, batería (tema 7)
- Karl-Hermann Lüer - Saxofón soprano, saxofón tenor, saxofón barítono, flauta, violín, clarinete bajo

## Otros créditos
Músicos invitados
- Curt Cress - Batería (temas 1 a 6)
- Dave Brian - Coros (temas 2 y 4)
- Earl Jordan - Spoken word (tema 7)

Arte y diseño
- Patrick Von Spreckelsen - Diseño

- Datos: Q6863470